# Achel VV
Achel VV is een Belgische voetbalclub uit Achel. De club is aangesloten bij de KBVB met stamnummer 2753 en heeft groen-wit als kleuren. 

## Geschiedenis
In 1909 werd in Achel gevoetbald onder de naam Klein maar Dapper, waarna naamswijzigingen naar Achel FC, Racing Achel en Achel Sport volgden vooraleer het Achel VV werd.
Van 1932 tot 2009 speelde het team van Achel VV op voetbalterreinen in Achel-Statie aan de Berkenlaan maar daar was een gebrek aan velden voor de jeugdwerking.
Het stadion is sinds 2009 De Siggert. Met De Siggert stelt de stad Hamont-Achel de club een complex ter beschikking met vijf voetbalterreinen, twee duiveltjespleinen, een Finse piste en een gebouw met acht kleedkamers en een kantine.
De club speelt sinds het seizoen 2018/2019 in 1 provinciale, dat is het hoogste dat de club ooit gespeeld heeft. In het seizoen 2021/2022 wist de club tweede volledige seizoen in eerste provinciale winnend af te sluiten, wegens corona waren er twee seizoenen vroegtijdig stopgezet. De club vroeg echter geen licentie aan voor promotie waardoor Achel VV het jaar nadien opnieuw in eerste provinciale speelde. Anno 2023/2024 voetbalt de club nog steeds op dit niveau.

## Resultaten
| Seizoen | Klasse | Klasse | Klasse | Klasse | Klasse | Klasse | Klasse | Klasse | Klasse | Reeks                                                    | Punten                                                   | Opmerkingen |
|         | I      | I      | II     | III    | IV     | P.I    | P.II   | P.III  | P.IV   | Vanaf 1952/53 zijn er 4 nationale niveaus                | Vanaf 1952/53 zijn er 4 nationale niveaus                | Vanaf 1952/53 zijn er 4 nationale niveaus |
| ------- | ------ | ------ | ------ | ------ | ------ | ------ | ------ | ------ | ------ | -------------------------------------------------------- | -------------------------------------------------------- | --- |
| 2004/05 |        |        |        |        |        |        |        | 16     |        | Derde Prov. Limb. A                                      | 16                                                       | |
| 2005/06 |        |        |        |        |        |        |        |        | 6      | Vierde Prov. Limb. A                                     | 44                                                       | |
| 2006/07 |        |        |        |        |        |        |        |        | 9      | Vierde Prov. Limb. B                                     | 30                                                       | |
| 2007/08 |        |        |        |        |        |        |        |        | 14     | Vierde Prov. Limb. B                                     | 31                                                       | |
| 2008/09 |        |        |        |        |        |        |        |        | 10     | Vierde Prov. Limb. A                                     | 46                                                       | |
| 2009/10 |        |        |        |        |        |        |        |        | 11     | Vierde Prov. Limb. A                                     | 37                                                       | |
| 2010/11 |        |        |        |        |        |        |        |        | 1      | Vierde Prov. Limb. B                                     | 70                                                       | Kampioen |
| 2011/12 |        |        |        |        |        |        |        | 11     |        | Derde Prov. Limb. A                                      | 35                                                       | |
| 2012/13 |        |        |        |        |        |        |        | 1      |        | Derde Prov. Limb. A                                      | 67                                                       | Kampioen |
| 2013/14 |        |        |        |        |        |        | 14     |        |        | Tweede Prov. Limb. A                                     | 26                                                       | Degradatie omwille van bijkomende daler, ondanks winst in eindronde tegen Bilzerse VV (7-6 in tot.).                                                           |
| 2014/15 |        |        |        |        |        |        |        | 2      |        | Derde Prov. Limb. A                                      | 60                                                       | Gewonnen van KFC Eendracht Louwel (8-2 in tot.), omwille van verschillende ploegen die fuseerden en verdwenen, waren verdere eindrondes niet nodig.            |
| 2015/16 |        |        |        |        |        |        | 11     |        |        | Tweede Prov. Limb. A                                     | 38                                                       | |
|         | 1A     | 1B     | 1Am    | 2Am    | 3Am    | P.I    | P.II   | P.III  | P.IV   | Vanaf 2016-17 zijn er 3 nationale en 2 regionale niveaus | Vanaf 2016-17 zijn er 3 nationale en 2 regionale niveaus | Vanaf 2016-17 zijn er 3 nationale en 2 regionale niveaus |
| 2016/17 |        |        |        |        |        |        | 6      |        |        | Tweede Prov. Limb. A                                     | 47                                                       | |
| 2017/18 |        |        |        |        |        |        | 1      |        |        | Tweede Prov. Limb. A                                     | 61                                                       | |
| 2018/19 |        |        |        |        |        | 11     |        |        |        | Eerste Prov. Limb.                                       | 34                                                       | |
| 2019/20 |        |        |        |        |        | 9      |        |        |        | Eerste Prov. Limb.                                       | 37                                                       | Vroegtijdig stopgezet wegens de Coronacrisis. |
| 2020/21 |        |        |        |        |        | -      |        |        |        | Eerste Prov. Limb.                                       | -                                                        | Geschrapt wegens de Coronacrisis. |
| 2021/22 |        |        |        |        |        | 1      |        |        |        | Eerste Prov. Limb.                                       | 60                                                       | Kampioen, geen promotie want geen aanvraag voor licentie 'regionale amateurclub'.                                                                              |
| 2022/23 |        |        |        |        |        | 2      |        |        |        | Eerste Prov. Limb.                                       | 67                                                       | Gewonnen in eindronde tegen Eendracht Mazenzele Opwijk (0-3) en KSV Diksmuide (1-3) om vervolgens te verliezen in de halve finale tegen Torpedo Hasselt (5-3). |
| 2023/24 |        |        |        |        |        | 1      |        |        |        | Eerste Prov. Limb.                                       | 67                                                       | Kampioen |
| 2024/25 |        |        |        |        | 10     |        |        |        |        | Derde afdeling VV B                                      | 37                                                       | |
| 2025/26 |        |        |        |        |        |        |        |        |        | Derde afdeling VV B                                      |                                                          | |

## Bekende (oud-)spelers
- Jean Black
- Bernard Hofstede